# 哈利勒貝利
哈利勒貝利(Halilbeyli)是一個位於土耳其阿達納省賽姆貝利的村落。該村落的名字是來自於一位被殺死的人